# Mai Talvest
Mai Talvest (geboren als Klara-Mai Saviauk, 1947–1967 bürgerlicher Name Klara Lumet, * 4. Märzjul. / 17. März 1909greg. in Sankt Petersburg; † 22. September 2001 in Tallinn) war eine estnische Schriftstellerin.

## Leben
Mai Talvest lebte seit 1916 in Estland in der Nähe von Jõgeva und machte 1929 in Tartu Abitur. Danach arbeitete sie in der Stadt als Verkäuferin und Buchhalterin, bei Kriegsausbruch setzte sie sich ins sogenannte „sowjetische Hinterland“ ab, wo sie bis 1944 verblieb. Nach der Rückkehr nach Estland arbeitete sie einige Jahre als Journalistin, seit 1950 lebte sie als Berufsschriftstellerin in Tallinn.
Talvest war von 1949 bis 1991 Mitglied der KPdSU und seit 1950 Mitglied des Estnischen Schriftstellerverbands.

## Werk
Talvest schrieb bereits in ihrer Schulzeit ihr erstes Theaterstück, das auch von einem Schülertheater aufgeführt wurde. Nach dem Zweiten Weltkrieg schrieb sie zunächst Einakter, später auch abendfüllende Dramen. Dabei konzentrierte sie sich auf plakative und lehrhafte Stücke und versuchte so, „ihr Scherflein zum Aufbau des Sozialismus beizutragen.“ Ihre Komödien waren ausgesprochen populär und wurden in insgesamt 19 Sprachen übersetzt und vorwiegend auf Laienschauspielbühnen im sozialistischen Ausland aufgeführt. Alles in allem hat die Verfasserin 26 Theaterstücke verfasst, die teilweise in Sammelbänden und nicht alle separat erschienen sind. Die Kritik betonte schon frühzeitig Talvests „Fähigkeit, Stücke für Laienbühnen zu schreiben.“

## Trivia
Der Künstlername Mai Talvest lässt sich lesen als 'Dem Winter folgt der Frühling' bzw. 'Aus dem Winter wird Mai'. 1967 hat sich die Autorin diesen Namen amtlich registrieren lassen.

## Bibliografie
- (gemeinsam mit Eduard Mäerind) Muinasted jäävad üksi. ('Die Muinastes bleiben allein'). Tallinn: Ajalehtede-Ajakirjade Kirjastus 1949. 16 S.
- Brigadiir ('Der Brigadier'). Tallinn: Ajalehtede-Ajakirjade Kirjastus 1949. 15 S.
- Tiina ('Tiina'). Tallinn: Ajalehtede-Ajakirjade Kirjastus 1949. 16 S.
- Valimik näidendeid ('Ausgewählte Schauspiele'). Tallinn: Eesti Riiklik Kirjastus 1951. 262 S.
- Perekondlikud küsimused ('Familienangelegenheiten'). Tallinn: Ajalehtede-Ajakirjade Kirjastus 1953. 17 S.
- See juuhtus kevadel ('Es geschah im Frühling'). Tallinn: Ajalehtede-Ajakirjade Kirjastus 1953. 13 + 19 S.
- Seltsimees telefon ('Genosse Telefon'). Tallinn: Ajalehtede-Ajakirjade Kirjastus 1954. 15 S.
- Sookollid ehk Naisevõtt pole naljaasi ('Sumpfgeister oder Heiraten ist kein Witz'). Tallinn: Eesti Riiklik Kirjastus 1954. 112 S.
- Varrud ('Taufe'). Tallinn: Ajalehtede-Ajakirjade Kirjastus 1955. 46 S.
- Lühinäidendeid ('Kurzschausspiele'). Tallinn: Eesti Riiklik Kirjastus 1957. 72 S.
- Tüli tühja asja pärast ('Streit um eine Kleinigkeit'). Tallinn: Eesti Riiklik Kirjastus 1960. 200 S.
- Näidendeid ('Schauspiele'). Tallinn: Eesti Raamat 1969. 356 S.

## Übersetzungen ins Deutsche
Ins Deutsche gelangte das Stück Der Geburtstag (estn. Sünnipäev) durch Vermittlung der rumäniendeutschen Minderheit:
- Wie die Saat...so die Ernte. Übersetzung: Erich Pfaff. Temesvar: Regionsvolksrat. Regionalhaus für künstlerisches Volksschaffen 1959. 26 S.

Das Stück wurde jedoch aus dem Russischen übersetzt, wie einige Transliterationsfehler zeigen.